# 大武崙溪
大武崙溪，是臺灣北部的一條河川，為基隆河上游的支流，主流長約11.1公里，集水面積15.69平方公里，區域內高度約海拔20至340公尺之間。
大武崙溪發源於基隆市大武崙內寮里，往南流經大武崙工業區、外寮里，於右岸納入其支流新山溪後，沿著麥金路（原鄉道 市5線）南流，途經國家新城、安樂社區、基隆長庚醫院後，穿越中山高速公路基隆交流道，於八堵八德橋附近匯入基隆河。
新山水庫即位於大武崙溪中游的支流新山溪上。

## 淹水
基隆市大武崙地區大武崙溪兩岸，自2015至2017年連續三年因大雨致使溪水溢堤，造成基金一路、二路及武嶺街等處嚴重淹水，汽車滅頂，甚至基金二路的安心幼兒園中崙分班水淹至2樓。
經濟部水利署於2017年7月啟動「強化大武崙工業區周邊區域排水計畫」，以短期（清淤瓶頸段改善）、中期（滯洪設施），長期(大武崙分洪道)，達成治標又治本之效。但大武崙分洪道會經過地質敏感區與環境敏感區，且分洪道排水對外木山和大武崙沙灘的海水水質與海洋生態之影響，仍待審慎評估。

## 主要橋梁
- 外寮一、二、三橋 ：安樂區麥金路715巷[9]

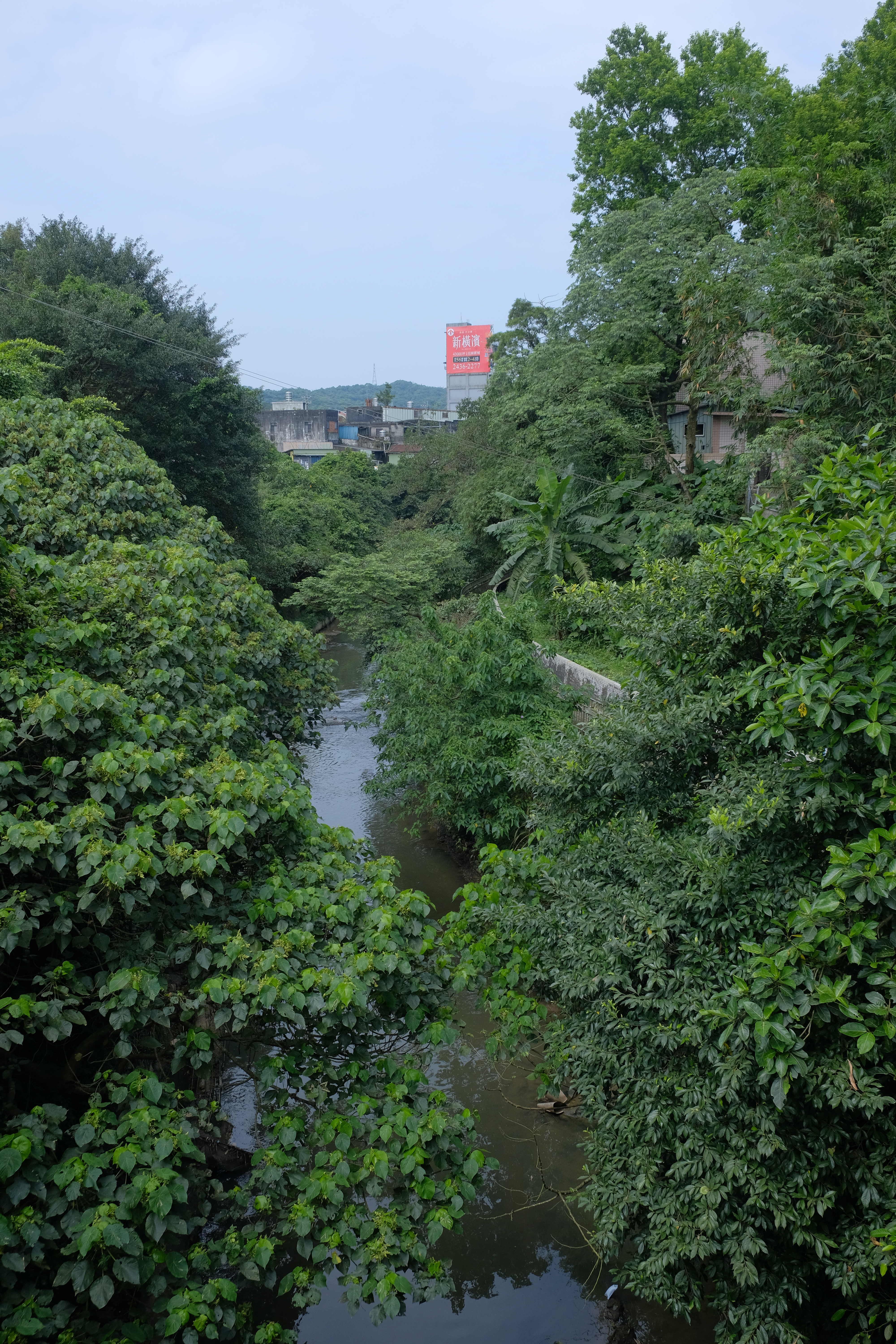
尚仁橋附近之大武崙溪-匯入基隆河處

- 中正高架橋(高速公路北出端及南入端) ：仁愛區
- 順興橋 ：安樂區基金一路
- 民樂橋 ：安樂區基金一路129巷
- 奮起橋 ：安樂區基金一路129巷
- 武德橋 ：安樂區基金一路379巷
- 崇崙橋 ：安樂區基金二路3巷
- 安樂1橋 ：安樂區基金二路
- 安樂2橋 ：安樂區七安產業道路
- 安樂3橋 ：安樂區武訓街
- 安樂4橋 ：安樂區武崙街
- 安樂5橋 ：安樂區基金一路135巷
- 安樂6橋 ：安樂區武嶺街
- 安樂9橋 ：安樂區西定路
- 安樂自強橋 ：安樂區安樂路二段
- 松蒲橋 ：安樂區安和二街
- 安樂8橋 ：安樂區麥金路
- 安國橋 ：安樂區麥金路
- 建安橋 ：安樂區麥金路
- 四維橋 ：安樂區麥金路
- 建德橋 ：安樂區麥金路
- 得勝橋 ：安樂區麥金路
- 港口橋 ：安樂區八德路76巷
- 尚仁橋 ：七堵區尚仁街